# Charles Thomu
Charles Thomu (ur. 24 stycznia 1999 w Dwangwa Nkhotakota) – Malawijski piłkarz grający na pozycji bramkarza. Od 2019 jest piłkarzem klubu Silver Strikers.

## Kariera klubowa
Swoją karierę piłkarską Thomu rozpoczął w klubie Dwangwa United. W sezonie 2017 zadebiutował w jego barwach w pierwszej lidze malawijskiej. W 2019 roku przeszedł do Silver Strikers. W sezonie 2020/2021 wywalczył z nim wicemistrzostwo Malawi.

## Kariera reprezentacyjna
W 2022 roku Thomu został powołany do reprezentacji Malawi na Puchar Narodów Afryki 2021. 18 stycznia 2022 zadebiutował w reprezentacji w zremisowanym 0:0 grupowym meczu tego turnieju z Senegalem, rozegranym w Bafoussam. Na tym turnieju zagrał również w meczu 1/8 finału z Marokiem (1:2).